# Project X (2024)
Project X  ist ein US-amerikanischer Science-Fiction-Pornofilm, der von Digital Playground produziert wurde.

## Handlung
Der Film erzählt die Ereignisse nach dem Absturz eines unbekannten Flugobjekts an einem abgelegenen Ort. Aus dem Wrack wird eine geheimnisvolle, als „The Entity“ bezeichnete Frau (Luna Star) geborgen. Captain Bullock (Monique Alexander) ruft die Spitzenwissenschaftler Dr. Allie Sharpe (Cherie DeVille), Dr. John Harding (Mick Blue) und Dr. Carl Ladner (Alex Jones) herbei, um den rätselhaften Zustand der Frau zu untersuchen. Als sie plötzlich aufwacht und eine Geisel nimmt, beginnt ein Kampf um das Schicksal der Menschheit.

## Szenen
- 1: Cherie DeVille, Mick Blue ("Long Lost Lovers and Colleagues Rekindle Their Lust For Each Other")
- 2: Monique Alexander, Ryan Reid, Hollywood Cash ("Captain Has A Threesome With Two Of Her Subordinates")
- 3: Luna Star, Alex Jones ("Horny Doctor Alex Jones Gets Seduced By Project X")
- 4: Cherie DeVille, Luna Star, Mick Blue, Alex Jones ("Three Docs, Two Cocks and And Alien Fuck For The Sake Of Humanity")

## Veröffentlichung
Die Veröffentlichung erfolgte am 2. September 2024 als Stream und am 23. September 2024 auf DVD.

## Auszeichnungen
- 2025: XMA Award –  Best Feature Movie[3]
- 2025: XMA Award – Best Acting – Supporting: Tommy Pistol[3]
- 2025: XMA Award – Best Sex Scene – Feature Movie: Cherie DeVille, Mick Blue[3]
- 2025: XMA Award – Best Cinematography: Matt Holder[3]
- 2025: AVN Award – Best Art Direction[4]